# دی-دی (فیلم ۲۰۱۳)
روز D (به انگلیسی: D-Day) یک فیلم است که در سال ۲۰۱۳ منتشر شد. از بازیگران آن می‌توان به آرجون رامپال، ریشی کاپور، عرفان خان، هما قریشی، شروتی حسن اشاره کرد.